# Sean Sabetkar
Sean Behnam Sabetkar (Sollentuna, 28 aprile 1995) è un ex calciatore svedese, di ruolo difensore.

## Carriera
Prodotto del settore giovanile dell'AIK, trascorre i primi anni di carriera nelle serie inferiori del calcio svedese con le maglie di Bollstanäs SK, Vasalund (con cui gioca però solo a livello giovanile), Karlbergs BK e Sollentuna FK.
Nel 2019 viene acquistato dal Västerås SK con cui esordisce in Superettan il 30 marzo nel match perso 2-1 contro il Brommapojkarna. Contribuisce al raggiungimento della salvezza in entrambi i campionati disputati con i biancoverdi. A pochi giorni dal termine della Superettan 2020 firma un rinnovo biennale con il Västerås SK, ma prima dell'inizio del campionato seguente viene ceduto in Allsvenskan.
Il 16 marzo 2021, infatti, due giorni dopo aver segnato il gol del vantaggio nei tempi supplementari del quarto di finale di Coppa di Svezia contro il Degerfors, Sabetkar è acquistato proprio dal Degerfors, squadra che aveva avviato le trattative già prima di quella partita. Il giocatore inizia così la sua prima stagione nella massima serie svedese, partecipando alla conquista della salvezza con 26 presenze nell'Allsvenskan 2021. L'anno seguente scende in campo in 15 partite, di cui 10 da titolare, mentre la squadra anche in quel caso centra la salvezza. Il 22 maggio 2023, quando il campionato 2023 era giunto alla nona giornata, Sabetkar (che in quel torneo non aveva ancora giocato titolare, collezionando solo 9 presenze da subentrante) lascia ufficialmente la squadra.
A giugno viene annunciato il suo approdo a parametro zero al club thailandese del PT Prachuap, dove gioca fino al successivo dicembre. Un mese più tardi, nel gennaio 2024, si unisce al Vasalund nonostante la squadra partecipasse alla terza serie svedese.

## Statistiche

### Presenze e reti nei club
Statistiche aggiornate al 30 novembre 2021.
| Stagione        | Squadra         | Campionato      | Campionato | Campionato | Coppe nazionali | Coppe nazionali | Coppe nazionali | Coppe continentali | Coppe continentali | Coppe continentali | Altre coppe | Altre coppe | Altre coppe | Totale | Totale |
| Stagione        | Squadra         | Comp            | Pres       | Reti       | Comp            | Pres            | Reti            | Comp               | Pres               | Reti               | Comp        | Pres        | Reti        | Pres   | Reti   |
| --------------- | --------------- | --------------- | ---------- | ---------- | --------------- | --------------- | --------------- | ------------------ | ------------------ | ------------------ | ----------- | ----------- | ----------- | ------ | ------ |
| 2012            | Bollstanäs SK   | D3              | 3          | 0          | CS              | 0               | 0               |                    | -                  | -                  |             | -           | -           | 3      | 0      |
| 2013            | Bollstanäs SK   | D3              | 11         | 0          | CS              | 0               | 0               |                    | -                  | -                  |             | -           | -           | 11     | 0      |
| 2014            | Vasalund        | D1              | 0          | 0          | CS              | 0               | 0               |                    | -                  | -                  |             | -           | -           | 0      | 0      |
| 2015            | Karlbergs BK    | D1              | 21         | 1          | CS              | 0               | 0               |                    | -                  | -                  |             | -           | -           | 21     | 1      |
| 2016            | Karlbergs BK    | D2              | 23         | 2          | CS              | 0               | 0               |                    | -                  | -                  |             | -           | -           | 23     | 2      |
| 2017            | Sollentuna FK   | D1              | 26         | 0          | CS              | 2               | 0               |                    | -                  | -                  |             | -           | -           | 28     | 0      |
| 2018            | Sollentuna FK   | D1              | 29         | 0          | CS              | 1               | 0               |                    | -                  | -                  |             | -           | -           | 30     | 0      |
| 2019            | Västerås SK     | S1              | 25         | 2          | CS              | 4               | 1               |                    | -                  | -                  |             | -           | -           | 29     | 3      |
| 2020            | Västerås SK     | S1              | 28         | 0          | CS              | 4               | 1               |                    | -                  | -                  |             | -           | -           | 32     | 1      |
| 2021            | Degerfors       | A               | 25         | 0          | CS              | 0               | 0               |                    | -                  | -                  |             | -           | -           | 25     | 0      |
| Totale carriera | Totale carriera | Totale carriera | 191        | 5          |                 | 11              | 2               |                    | -                  | -                  |             | -           | -           | 202    | 7      |